# Нова-Эсперанса-ду-Сул
Нова-Эсперанса-ду-Сул (порт. Nova Esperança do Sul) — муниципалитет в Бразилии, входит в штат Риу-Гранди-ду-Сул. Составная часть мезорегиона Западно-центральная часть штата Риу-Гранди-ду-Сул. Входит в экономико-статистический микрорегион Санта-Мария. Население составляет 4 321 человек на 2006 год. Занимает площадь 191,772 км². Плотность населения — 22,6 чел./км².

## История
Город основан 13 апреля 1988 года.

## Статистика
- Валовой внутренний продукт на 2003 составляет 108.037.667,00 реалов (данные: Бразильский институт географии и статистики).
- Валовой внутренний продукт на душу населения на 2003 составляет 25.858,70 реалов (данные: Бразильский институт географии и статистики).
- Индекс развития человеческого потенциала на 2000 составляет 0,798 (данные: Программа развития ООН).

## География
Климат местности: субтропический.